# Псевдотрохета п'ятикільчаста
Псевдотрохета п'ятикільчаста (Fadejewobdella quinqueannulata) — єдиний вид п'явок роду Fadejewobdella родини Глоткові п'явки (Erpobdellidae).

## Морфологічні ознаки
Тіло широке, потовщене, проте до переду від пояска поступово звужується. Задній присосок великий. Поверхня тіла гладенька, на спинній стороні є маленькі сосочки. Тіло коричневе або темно-сіре. Довжина тіла до 136 мм при ширині 11 мм.

## Ареал виду та поширення в Україні
Вид поширений на території України та Росії. У Росії — Ростовська область та Краснодарський край. В Україні ареал охоплює Харківську, Дніпропетровську, Сумську та Чернігівську області.

## Чисельність і причини її зміни
Чисельність становить одна, рідше дві особини на 5—8 рослин Sparganium erectum. Причини зміни чисельності: зникнення та знищення тимчасових водойм, перетворення їх на постійні водойми, які не пересихають. Ворогом є хижа велика псевдокінська п'явка Haemopis sanguisuga. Негативним фактором може бути забруднення водойм свинцем з мисливського шроту.

## Особливості біології
Населяє мілкі водойми, які частково або повністю пересихають на початку осені. Істотною умовою для псевдотрахети п'ятикільчастої є наявність вищих водних рослин Sparganium erectum та Sagittaria sagittifolia. Пазухи їхнього листя, як правило, є притулком для п'явок цього виду.

## Охорона
Псевдотрохета п'ятикільчаста занесена до Червоної книги України, природоохоронний статус виду — вразливий.
До заходів охорони відносяться: збереження біотопів, штучне відтворення. Відомостей про розмноження та розведення у спеціальностворених умовах немає.